# Fèlix Aytes
Fèlix Aytes Duat (Enviny, Pallars Subira, 1764-?) fou un religiós i polític català. Exercí com a capellà rector a Aramunt (Pallars Jussa) quan fou elegit diputat a les Corts de Cadis el 18 de setembre de 1810 per la renúncia per motius de salut del titular, Joan Antoni Desvalls i d'Ardena, sisè marquès de Llupià.
No va destacar per la seva participació personal a les sessions de les Corts, però formà part de la Comissió d'Hisenda i de la Comissió d'Agricultura, i finalment fou substituït pel diputat mallorquí Guillem Moragues. Es va mostrar partidari de mantenir la Inquisició (abolida per la Constitució de Baiona), i juntament amb tots els diputats catalans en signà un al·legat a favor. Fou un dels signants de la Constitució espanyola de 1812 i fou diputat suplent a les Corts Ordinàries de 1813.